# Именительный темы
Имени́тельный те́мы (именительный представления, сегмент) — фигура речи, на первом месте которой стоит изолированное имя существительное в именительном падеже, называющее тему последующей фразы. Его функция заключается в вызове особого интереса к предмету высказывания и усилении его звучания.

## Примеры
1. Зима!.. Крестьянин, торжествуя, на дровнях обновляет путь… (А. С. Пушкин)
2. Ах, Франция! Нет в мире лучше края! (А. С. Грибоедов)
3. Москва! Как много в этом звуке для сердца русского слилось, как много в нём отозвалось. (А. С. Пушкин)

## Первая часть именительного
Первая часть именительного темы может включать:
- слово;
- сочетание слов;
- несколько предложений.

«Учитель и ученик… Помните, что написал на своём портрете, подаренном юному Александру Пушкину, Василий Андреевич Жуковский: „Победителю-ученику от побеждённого учителя“. Ученик непременно должен превзойти своего учителя, в этом и есть самая высшая заслуга учителя, его продолжение, его радость, его право, пусть даже призрачное, на бессмертие…» (Михаил Дудин).
В данном примере номинативная конструкция «Учитель и ученик…» — название темы дальнейшего рассуждения. Эти слова являются ключевыми словами текста и определяют не только тему высказывания, но и главную мысль самого текста.
Таким образом, подобные конструкции, предшествующие тексту, имеют название именительный представления, или именительный темы. На именительный представления (темы) падает логическое ударение, а в речи такие конструкции выделяются особой интонацией. Эта речевая фигура, несомненно, делает высказывание экспрессивным.

## Знаки препинания при именительном темы
Именительный темы (представления) в качестве синтаксической конструкции, изолированной от предложения, тему которого она представляет, отделяется такими знаками препинания, которые соответствуют концу предложения: точкой, восклицательным или вопросительным знаком, многоточием.
Каждый знак препинания вносит соответствующий интонационный и смысловой оттенок:
1. Слово! Язык! Об этом нужно писать не короткие статьи, а страстные воззвания к писателям, обширные монографии, тончайшие исследования (К. Г. Паустовский);
2. Москва, Сибирь. Два эти слова звучали именем страны (А. Т. Твардовский);
3. Журавли… Заваленный работою, вдалеке от пасмурных полей, я живу со странною заботою — увидать бы в небе журавлей (В. А. Солоухин);
4. Холодные и дикие просторы!.. Как давно были сказаны впервые эти слова и были ли они сказаны кем-то, или они всегда беззвучно и властно, как дух, стояли над Сибирью, ниспуская на человека путешествующего тоску и тревогу? (В. Г. Распутин);
5. Снегири! Как же я не замечал их раньше! (А. И. Солженицын);
6. Лунин… Нет, не могу не остановиться здесь на судьбе этого великого соотечественника (Вл. Чивилихин);
7. Золотая роза Шамета! Она отчасти представляется мне прообразом нашей творческой деятельности (К. Г. Паустовский);
8. Урал! Завет веков и вместе — предвестье будущих времен, и в наши души, точно песня, могучим басом входит он! (А. Т. Твардовский).

Чаще всего употребляются многоточия (для подчёркивания момента раздумья, паузы) и восклицательный знак (выражает экспрессивность), также часто используется сочетание восклицательного знака и многоточия.